# Gert Stevens
Gert Stevens (Antwerpen, 1971) is een Antwerps concept-designer uit Klein-Willebroek die faam maakt in de internationale filmindustrie. Hij tekent en ontwerpt gadgets voor allerlei binnen-en buitenlandse films.
Hij maakte deel uit van het art departement voor kaskrakers als Star Wars: Episode III: Revenge of the Sith, Finding Neverland, Mission: Impossible III, Troy en Harry Potter. Voor de Harry Potterfilms ontwierp hij zwerkballen (quidditch), bezemstelen, het stadion en allerlei sportattributen. Ook de victoriaanse bakkerij uit 102 Dalmatiërs (waar zijn carrière mee aanving), de wapens in Triple X en de harnassen in Troy werden door Stevens ontworpen.
Recente projecten van Stevens zijn Stardust (naar de gelijknamige comic) en The Red Circle (een remake van een Franse film uit de jaren zeventig over een diamantroof).
In 2007 ontwierp hij de Vlaamse Televisie Ster in een art-nouveau-stijl. De Vlaamse Oscar heeft dezelfde lengte als de echte Academy Award (38,1 cm) en heeft een roestvrijstalen kleur meegekregen.

## Filmografie
- Maleficent: Mistress of Evil (2019)
- Nightflyers (2018)
- Wonder Woman (2017)
- Kingsman: The Secret Service (2014)
- Jack the Giant Slayer (2013)
- X-Men: First Class (2011)
- City of Ember (2008)
- The Chronicles of Narnia: Prince Caspian (2008)
- Babylon A.D.
- The Dark Is Rising (2007)
- Stardust (2007)
- The Red Circle (2007)
- Mission: Impossible III (2006)
- Black (2006)
- Charlie and the Chocolate Factory (2005)
- Star Wars: Episode III: Revenge of the Sith
- Troy (2004)
- The League of Extraordinary Gentlemen (2003)
- Below (2002)
- xXx (2002)
- Harry Potter and the Sorcerer's Stone (2001)
- 102 Dalmatians (2000)